# 1147.
◄ | 11. stoljeće | 12. stoljeće | 13. stoljeće | ►
◄ | 1110-ih | 1120-ih | 1130-ih | 1140-ih | 1150-ih | 1160-ih | 1170-ih | ►
◄◄ | ◄ | 1144. | 1145. | 1146. | 1147. | 1148. | 1149. | 1150. | ► | ►►
Arhitektura • Astronomija • Knjige • Književnost • Kršćanstvo • Medicina • Pravo • Promet • Znanost

## Rođenja
- Stjepan III., ugarsko-hrvatski kralj († 1172.)

## Vanjske poveznice
|  | Zajednički poslužitelj ima još gradiva o temi 1147. |